# Tomopterus exilis
Tomopterus exilis är en skalbaggsart som beskrevs av Chemsak och Linsley 1979. Tomopterus exilis ingår i släktet Tomopterus och familjen långhorningar. Inga underarter finns listade i Catalogue of Life.